# Выборы в Европейский парламент в Люксембурге (1979)
Выборы в Европейский парламент в Люксембурге прошли 10 июня 1979 года в рамках общеевропейских выборов одновременно с выборами в Палату депутатов. Европарламент состоял из 410 депутатов от 9 стран-членов Европейского экономического сообщества. Делегация Люксембурга насчитывала 6 депутатов.

## Результаты
|                      | Христианско-социальная народная партия         | 352 296 | 36,13   | 3 |
|                      | Демократическая партия                         | 274 307 | 28,13   | 2 |
|                      | Люксембургская социалистическая рабочая партия | 211 106 | 21,65   | 1 |
|                      | Социал-демократическая партия                  | 68 289  | 7,00    | 0 |
|                      | Коммунистическая партия Люксембурга            | 48 813  | 5,01    | 0 |
|                      | Альтернативный список                          | 9 485   | 0,97    | 0 |
|                      | Либеальная партия                              | 5 610   | 0,58    | 0 |
|                      | Революционная социалистическая партия          | 5 085   | 0,52    | 0 |
|                      | Действительные бюллетени                       | 170 759 | 90,28   |   |
|                      | Недействительные/Пустые бюллетени              | 18 382  | 9,72    |   |
|                      | Всего                                          | 189 141 | 100,00  | 6 |
|                      | Зарегистрированных избирателей/Явка            | 212 740 | 88,91 % |   |
| Источники: Public.lu |                                                |         |         |   |